# 美脉藁本
美脉藁本（学名：Ligusticum calophlebicum）为伞形科藁本属的植物，是中国的特有植物。分布于中国大陆的云南等地，生长于海拔2,800米至4,000米的地区，多生长在林中或草地，目前尚未由人工引种栽培。